# Teulat de metall

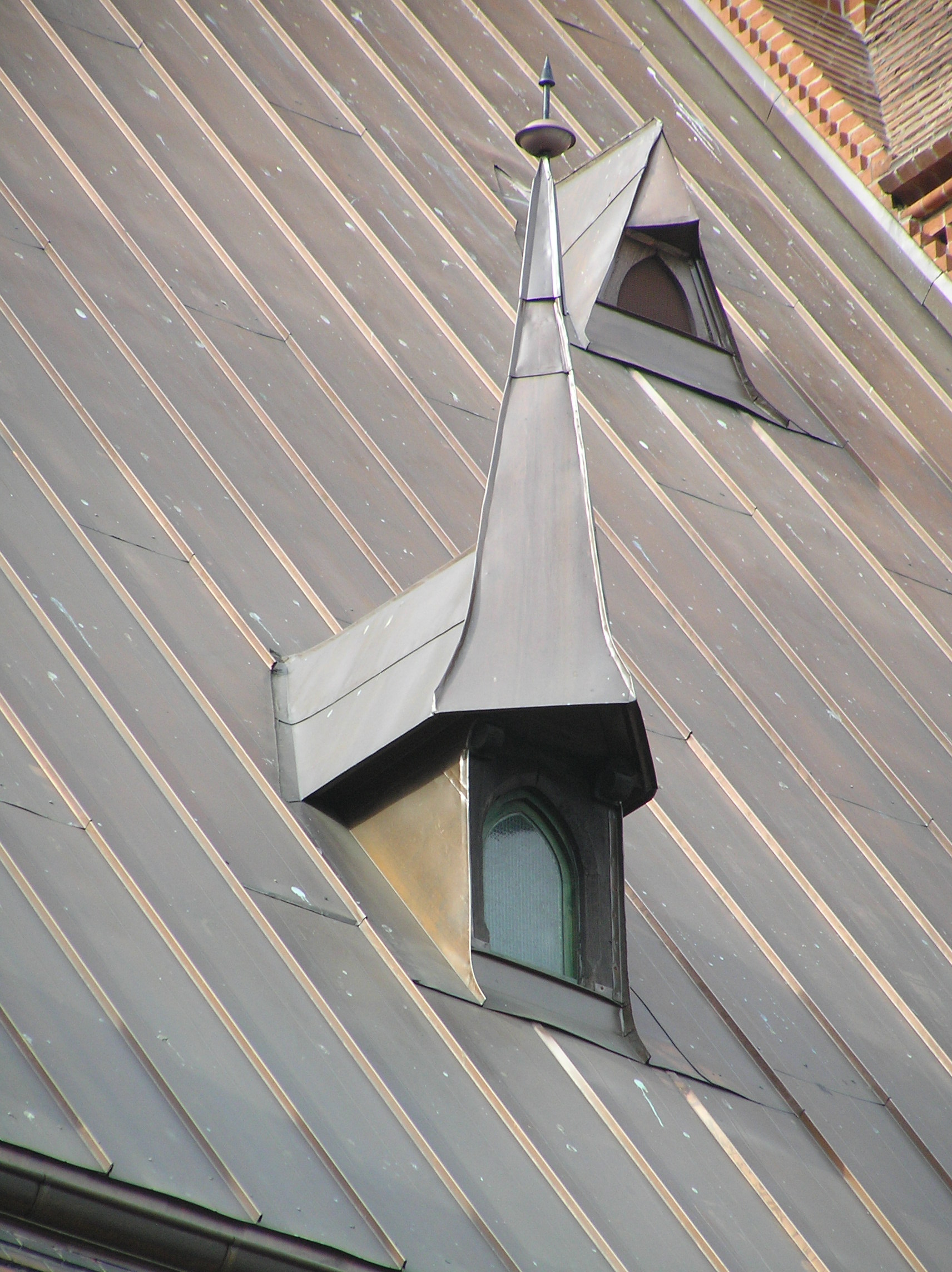
Exemple de teulada de zinc de segellat cosit, útil per a detalls com el que decora aquesta finestreta.

El teulat de metall és un tipus de teulada fet amb peces de metall. És molt emprat al centre d'Europa, especialment en edificis emblemàtics: esglésies, palaus, universitats, gratacels, etc. Un dels inconvenients és el soroll que se sent quan plou força, però és valorat per la seva durabilitat i per contribuir en l'eficiència energètica de l'edifici. El primer metall de la història que es va fer servir per aquesta finalitat va ser el coure, però en època moderna es prefereixen altres metalls: l'alumini, el zinc, l'acer, l'estany. A diferència del teulat de teules tradicional, els de metall es poden instal·lar en cobertes amb qualsevol grau d'inclinació, fins i tot en llocs verticals, com a recobriment de façanes.

## Història
El coure s'ha fet servi en la construcció des de fa milers d'anys. Al segle iii aC, es van fer servir còdols de coure per cobrir el sostre del temple Lovamahapaya, a Sri Lanka. Els romans van fer servir coure en la coberta del Panteó, edifici construït l'any 27 aC. Segles després el coure i els seus aliatges eren un element comú en l'arquitectura medieval europea. La teulada de coure de la catedral de Hildesheim, es va instal·lar l'any 1280 i encara existiria si no hagués quedat destruïda per un bombardeig de la Segona Guerra Mundial. La teulada del castell de Kronborg, un dels edificis renaixentistes més destacats del nord d'Europa, immortalitzat amb el nom de castell d'Elsinore, en l'obra de Shakespeare, Hamlet, data de l'any 1585 i només s'han renovat les plaques de coure de la torre durant l'any 2009.

## Avantatges

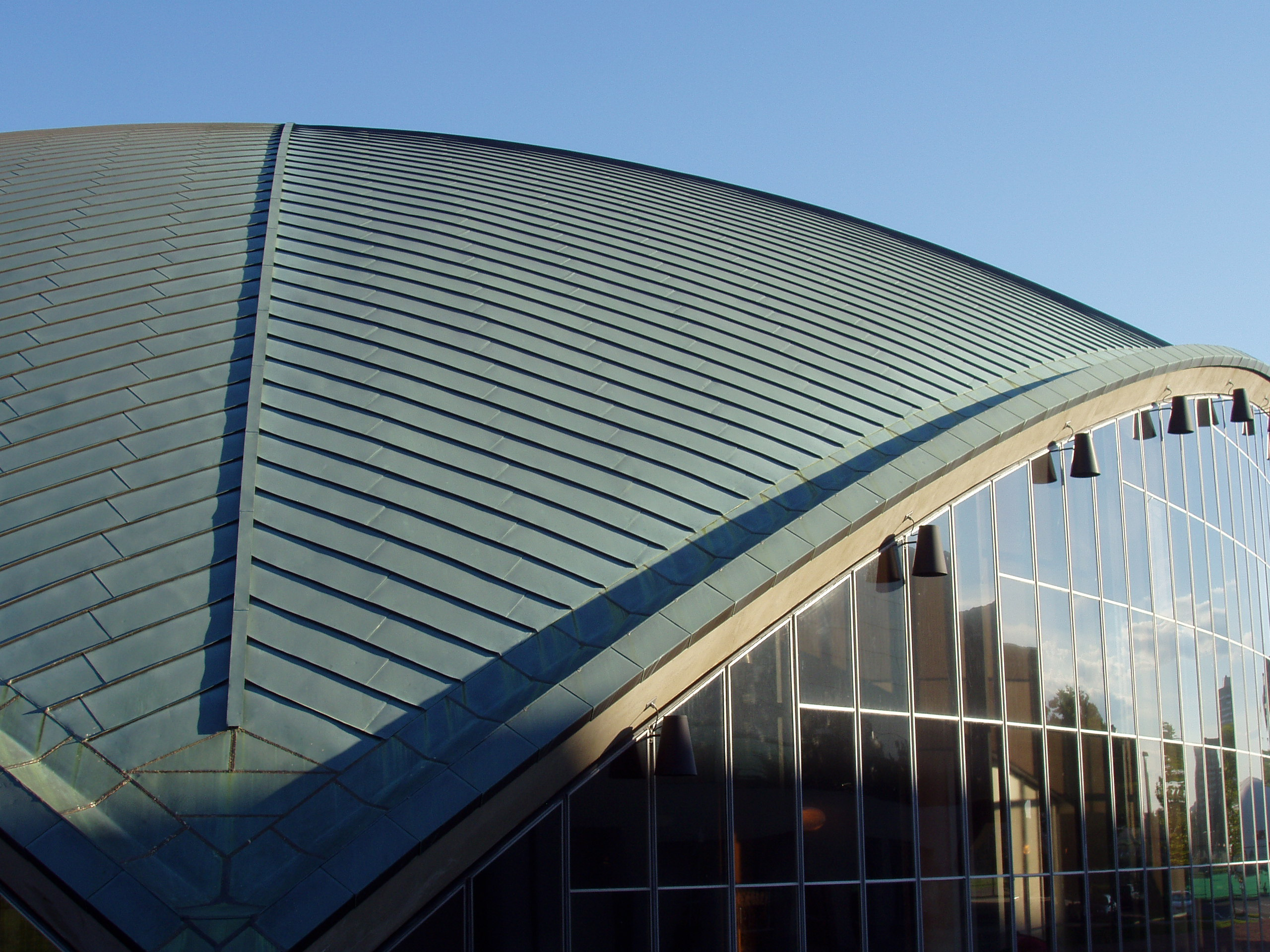
Auditori Kresge del MIT.

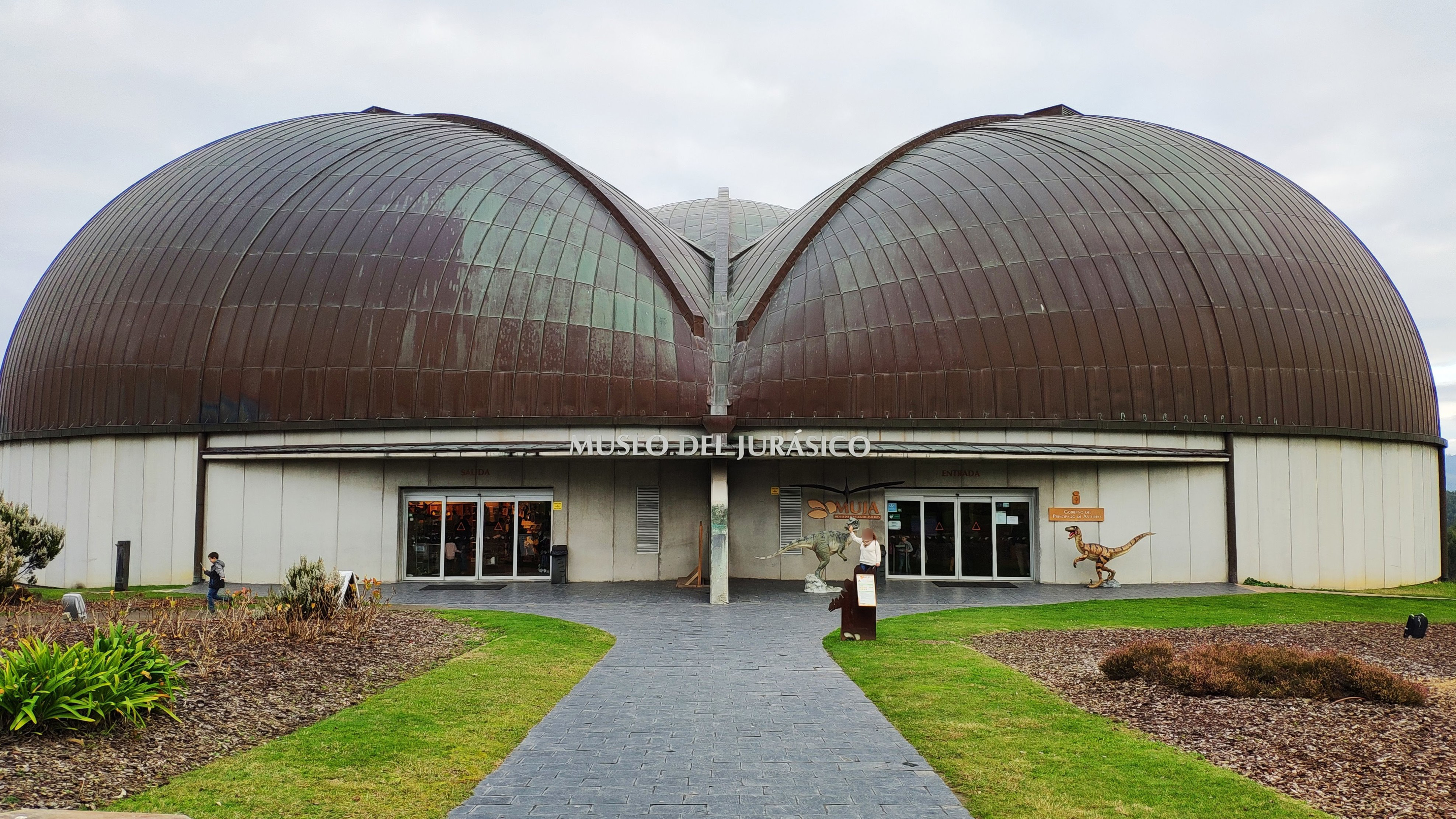
Cúpules de coure del Museu del Juràssic, Astúries

Les teulades de metall poden durar fins a 100 anys, i el proveïdors asseguren com a mínim 50 anys. Tenint en compte la aquesta longevitat, a la llarga resulten menys cars que els terrats coberts amb còdols d'asfalt.
Generalment el teulat de metall està fet d'un elevat percentatge de material reciclat i és 100% reciclable. No agafa temperatures tan elevades com l'asfalt, un material bastant comú com a aïllant, i impedeix que la calor a l'estiu penetri dins l'edifici perquè és força reflectant. A gran escala el seu ús redueix l'efecte hivernacle de calor acumulada a les ciutats, si es compara amb l'asfalt. Segons un estudi fet pel Laboratori Nacional Oak Ridge, complementats amb altres sistemes d'aïllament, els teulats de metall poden reduir en un 40% el consum energètic en la refrigeració emprada durant la temporada d'estiu, i un 15% en la calefacció emprada durant la temporada d'hivern. Això es basa en un sistema de subjecció consistent en un sistema d'adhesió de quatre polsades situat entre la fusta contraxapada i el metall de color fred del damunt, que proporciona una capa d'aire entre ambdós materials. Els metalls de color fred són lleugers, i reflecteixen força la llum, com el color blanc. Aquest estudi va afegir que incloure conductes per la circulació d'aire natural dins el cavallar encara ajuda més a estalviar diners en consum energètic.

## Material i tècniques

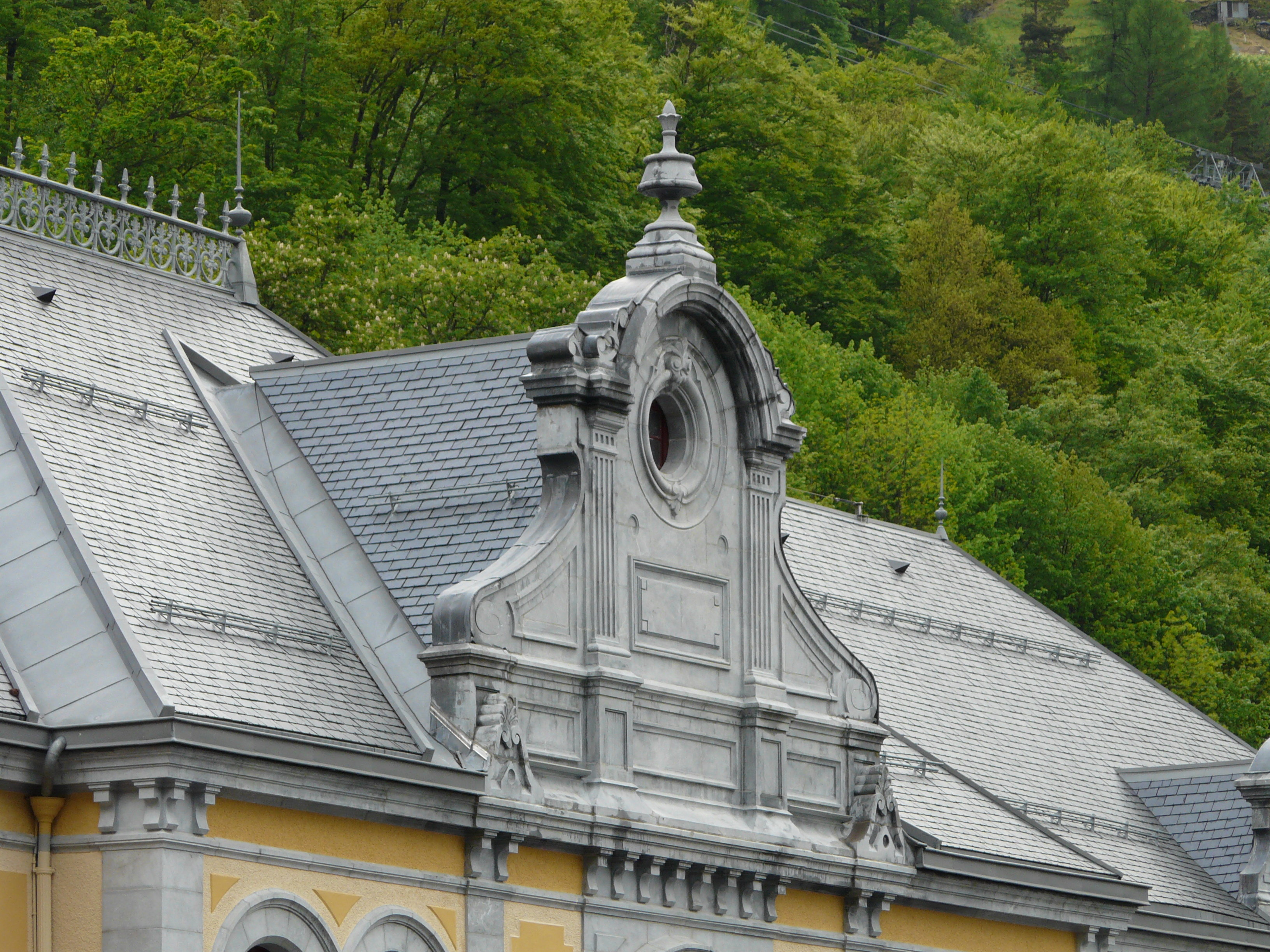
Balneari de Cautarés. En aquesta imatge es pot veure la tècnica del metall cosit aplicada a diversos racons difícils.

Els primers teulats moderns de metall estaven fets d'acer galvanitzat corrugat: una làmina de ferro colat o d'acer es recobria de zinc i llavors se li donava forma ondulada. Una altra manera era mesclar zinc, alumini i aplicar un recobriment d'acer amb silicona. Aquests materials es venen amb diversos noms comercials com Zincalume o Galvalume. La superfície pot mostrar l'acabat de zinc en brut, o pot ser utilitzat com un metall de base sobre el qual s'aplicarà un recobriment de color a la fàbrica. De vegades el material emprat el subministren en rotlles de diverses mides d'amplada, és l'anomenat metall cosit. Aquest material s'engalza o cus amb una màquina especial que avança rodolant verticalment cap amunt pel panell de metall, deixant les juntes segellades i evitant que l'aigua trobi escletxes per on escolar-se.
També es poden fer servir teules de metall que generalment són les teules tradicionals amb una capa pintada de metall per sobre. Els panells amb recobriment de metall estan fets de zinc o alumini amb un revestiment de gel acrílic, o bé es estan fets d'argila, amb un recobriment de ceràmica. L'acer inoxidable és una altra opció que generalment ve en rotlles de metall cosit, però també el venen a peces individuals. Altres metalls emprats són: el plom, l'estany i el coure. L'alumini és ideal per a poblacions costaneres, per la resistència que té a la corrosió per la sal present en l'aire.
El coure es fa servir per la seva resistència a la corrosió, la durabilitat, la poca necessitat de manteniment, per ser un bon escut contra les freqüències de ràdio, protecció contra la llum i per ser un material de producció sostenible. Les teulades de coure són sovint una de les característiques més distingibles dels edificis més destacats d'una ciutat: esglésies, oficines del govern, i universitats. Actualment el coure no tan sols es fa servir per fer teulades sinó també com a tapajuntes en els angles d'edificis, com a remat final d'una coberta en forma de piràmide, canals per desviar l'aigua de la pluja, cúpules, teulats petits com els dels campanars, voltes i altres elements arquitectònics. Al Centre d'Estudis Regeneratiu Lyle, situat a Pomona (Califòrnia), el coure es va escollir pels seus principis regeneratius: si un edifici s'hagués de desmantellar el coure es podria tornar a aprofitar, ja que és molt reciclable i té una gran varietat d'usos potencials. Un acoblament de coberta de coure ventilat, dissenyat als Laboratoris Nacionals Oak Ridge (EUA), aconsegueix reduir substancialment l'escalfor comparat amb l teula de pedra recoberta d'acer (SR246E90) o amb els còdols d'asfalt (SR093E89), cosa que abarateix la despesa energètica dels habitants de l'edifici.

## Revestiment

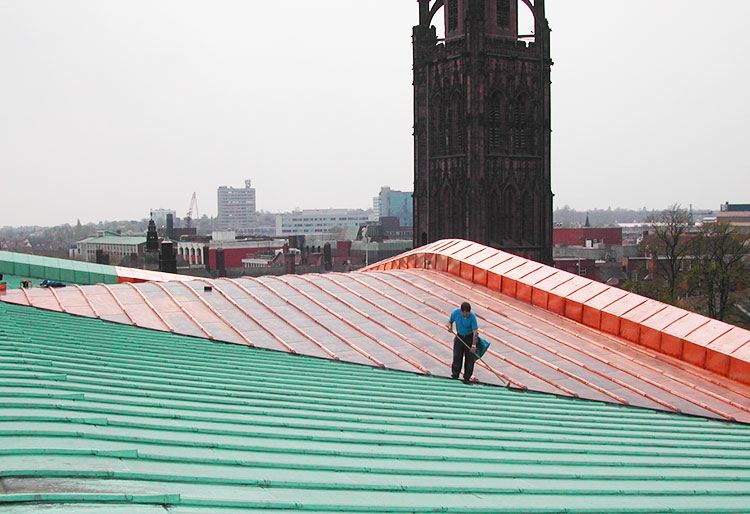
Treballador aplicant un revestiment a una teulada de coure.

Les teulades d'acer necessiten un revestiment que els protegeixi de l'oxidació, mentre que els de coure i alumini no. Hi ha diferents tipus de revestiments emprats en els panells de metall per evitar l'oxidació, donar més impermeabilitat o augmentar la reflexió solar. Estan fets de diversos materials, entre els quals està la resina epoxi i la ceràmica.
Els revestiments ceràmics es poden aplicar sobre el metall per augmentar les propietats reflectores, la majoria consisteixen en pintura amb partícules ceràmiques afegides.
Encara que no cal protegir el coure de l'oxidació, de vegades se n'apliquen recobriments als seus aliatges. Els recobriments transparents conserven el color natural i el to dels aliatges del coure. L'oli s'aplica per evitar que la humitat es dipositi sobre les teulades i tapajuntes de coure, al mateix temps que li confereix una lluentor que ressalta el color. Els olis més emprats són: el de llimona (U.S.P.), oli d'herba de llimona, oli mineral, oli de llinosa, oli de ricí. L'aplicació es fa cada tres anys, que en climes secs es pot allargar fins a cinc anys, i ajuda a retardar l'aparició d'una pàtina. La pintura opaca s'aplica sobre el coure quan la integritat del substrat i la longevitat són l'objectiu a aconseguir, però cal un color específic diferent dels matisos de coure d'origen natural. De vegades s'apliquen recobriments de plom quan es desitja donar un color gris-plom o per evitar que l'aigua que rellisca pels teulats fets amb aliatges de coure taquin els altres materials de construcció com ara el marbre, la pedra calcària, l'estuc, el morter, o el ciment. El zinc i l'estany són una alternativa menys cara i pesada que el plom, ja que tenen aproximadament la mateixa aparença i ús.